# 歡樂今宵
《歡樂今宵》（英語：Enjoy Yourself Tonight，簡稱：EYT），是香港無綫電視製作的長壽綜藝節目，於無綫電視開台翌日（1967年11月20日）晚上在翡翠台首播，至1994年10月7日「暫告一段落」為止，共播映6613次，創下當時最多集數綜藝節目的世界紀錄，至今仍為香港電視史上最多集數的綜藝節目。節目形式包罗万有，包括歌舞表演、舞台趣劇、遊戲、明星訪談、藝人模仿表演、單元劇及长篇短劇等，亦經常舉辦不同形式的特備活動。
無綫電視曾於1997年至2001年重啟《歡樂今宵》製作。此外，為慶祝40週年和50週年台慶，無綫電視曾分別於2007年和2017年製作紀念特輯《再会歡樂今宵》和《我愛EYT》。

## 歷史
香港無綫電視在筹備開台时，首任總經理貝諾（Collin Bednall）希望以其曾任職的澳洲九號電視網的《In Melbourne Tonight》為藍本製作一個綜合性節目:102-103，當時21歲的新加坡電視製作人蔡和平用了五個月時間觀察港人的文化生活後，決定以平民娛樂元素製作成節目《歡樂今宵》。
《歡樂今宵》於無綫電視開台翌日（1967年11月20日）晚上在翡翠台首播，播出時間為週一至五晚九點至十點半。陳齊頌、梁醒波、沈殿霞、潘迪華、鄭君綿、森森、杜平、奚秀蘭為節目第一代幕前班底。受當時製作條件所限，每晚節目均為現場直播，連廣告時段都以藝員即場表演形式播出，條件改善後，現場直播的"Live Show"反而成為《歡樂今宵》的節目傳統和賣點之一，因能實時反映觀眾喜好，亦能表現台前幕後的靈活應變能力。因節目風格輕鬆、老少皆宜、貼近普羅大眾口味，《歡樂今宵》隨即成為當時香港最受歡迎的電視節目，1971年1月26日，《歡樂今宵》開始彩色廣播，成為全港第一個以彩色製作的電視節目。1970年代中期，《歡樂今宵》達到收視巔峰，更因巨大影響力成為政府、社會團體和商業機構舉辦大型活動時的推廣宣傳平台。
1970年代末開始，電視劇集超越綜藝節目成為吸引家庭觀眾收看的主要內容，為了應付競爭對手麗的電視搶奪不愛看綜藝節目的觀眾的劇集攻勢，《歡樂今宵》亦開始加插播放短劇，播出時間亦一再延後，為無綫電視自製劇集讓路。1981年1月5日起，節目改為週一至五晚九點半至十一點播出。1987年3月9日後，再改為週一至五晚十點至十一點半播出。1989年4月3日起，將原《歡樂今宵》播出時段命名為《歡樂今宵新幹線》，每晚穿插無綫電視製作的其他綜藝娛樂節目，播映時間更改為週一至五晚十點半至十一點十五分，連音樂節目《勁歌金曲》亦被放在該時段播映，逢周六晩八點半至十點半則播出與過往形式相若的《金裝歡樂今宵》。1990年1月起，節目恢復舊制，亦因為對手大量挖角（1988至1990年包括沈殿霞、盧海鵬、林建明、譚炳文、李香琴等台柱紛紛轉投亞洲電視）而更換幕前班底。
隨著港人娛樂方式轉變，《歡樂今宵》吸引力大不如前，收視率由1987年短劇《季節》播放時的32點漸漸下降到1989年的21點、1991年的18點，無綫電視內部亦出現《歡樂今宵》保留與否之爭。有無綫高層認為節目花費大量資源，但因傳統模式包袱令人感覺未有起色，應該換一個新氣象，而《歡樂今宵》這個節目則失去了「攻擊性與防禦性」。而保留派認為《歡樂今宵》是一個直播節目，可訓練台前幕後人才，亦可與觀眾拉近距離，為歌星宣傳增加渠道等。當時的總經理鄭君略作了權宜之計，將《歡樂今宵》減產，視收視成績再作定奪。1990年9月13日，在慶祝節目播出第6000集後，無綫電視宣佈自翌月起《歡樂今宵》減至逢周一、三、五播出，節目時長減為一小時（後來減至45分鐘）。儘管台前幕後努力救亡，收視亦難以為繼，幾經掙扎，無綫電視決定變陣，《歡樂今宵》在1994年10月7日星期五晚播映完畢後宣告「暫停」，形同宣佈停播。下星期起同一時段改為播映新節目《城市追擊》及其他綜藝節目。
1997年，作為台慶30週年特別獻禮，無綫電視重新製作《歡樂今宵》，於每周五晚22:40播映，由現場直播改爲錄影播出，由沈殿霞、汪明荃擔任主持，由廖啟智、苑瓊丹、劉曉彤、張錦程等作為主力演出，此後，《歡樂今宵》又陸續制作了三輯，一直斷續播放至2001年3月30日。
2007年，無綫電視為慶祝40週年台慶，在10月22日推出20集半小時綜藝節目《再會歡樂今宵》，並於11月7日晚在九龍灣國際展貿中心舉行《歡樂今宵團圓夜》紀念晚宴，宴請历年有份參與《歡樂今宵》的台前幕後。
2012年，無綫電視在暑期推出與《歡樂今宵》形式相似的特備綜藝節目《玩轉三周1/2》， 其中一集更直接以“《歡樂今宵》（EYT）重出江湖”作為主題。
2017年，無綫電視為慶祝50週年台慶，於台慶當月播出紀念特備節目《我愛EYT》。
2021年4月，曾志偉主理無綫電視綜藝節目後，推出與《歡樂今宵》形式相似的現場直播綜藝節目《開心大綜藝》。

## 歌曲

### 主題曲
節目啟播時片頭使用由Carl Sigman作曲、Guy Lombardo主唱的1949年英文歌曲"Enjoy Yourself (It's Later than You Think)"間奏。1975年，當時的無綫高層林賜祥邀請制作部的林燕妮為曲調填上粵語歌詞：
|  | 日頭猛做，到依家輕鬆吓。食過晚飯，要休息返一陣。大家暢聚，無綫有好節目。歡歡樂樂，笑笑談談，我哋齊齊陪伴你！ |

1990年代歡樂今宵改革，舉辦比賽招募觀眾將舊曲譜上新詞， 優勝作品如下：
|  | 白天奮力，獻新姿展衝勁。夜裡暢聚，看今宵好節目。盡將隔膜，融化作歡與樂。過去現在，眾志成城，繼續豪情傳萬里！ |

徐小鳳、肥媽、林憶蓮、譚詠麟、Beyond、羅文、杜德偉、吳婉芳、倫永亮、劉美君、關淑怡、太極樂隊曾獻唱此新詞的主題曲。

### 晚安曲
- 歌曲名稱：《晚安曲》
- 作曲、填詞、編曲、監製：顧嘉煇
- 歌詞：「歡樂今宵再會，各位觀眾晚安。」

## 節目內容

### 趣劇
趣劇為《歡樂今宵》的招牌環節，在節目上演的趣劇不計其數。知名的趣劇包括：
- 阿茂正傳：以性格憨直的清潔工阿茂（綽號“掃街茂”，李添勝飾）為主角的發生的連串趣事，因大受歡迎，1976年被改編成同名電影。
- 大鄉里：炳門（譚炳文飾）和炳嫂（李香琴飾）由鄉下初到香港發生的連串趣事，因大受歡迎被改編成系列電影。
- 阿妙四部曲：以“得意妹”阿妙（陳儀馨飾）為主角的連串趣事。
- 單吊西與大眼雞：單吊西（夏雨飾）、大眼雞（子明飾）為一對冤家，每集兩人均在各種的時空場景演繹不同角色，如西部牛仔警匪追逐、民國初年富家爭產、保鏢師兄弟押鏢上京等。
- 上海婆：是電影《七十二家房客》經典角色“上海婆”（沈殿霞飾）的衍生趣劇。
- 蝦仔爹哋：以具傳統思想的父親“矇豬眼”、外國留學回港、思想西化的“蝦仔”為主角，父子經常鬥嘴又互相關心。“蝦仔”與女友阿珍感情穩定，但潑辣的珍母“大白鲨”經常與“矇豬眼”鬥氣，鬧出不少笑話。該趣劇延續長達十年之久，2011年被改編成同名舞臺劇。

演员：
盧海鵬 飾 矇豬眼
賈思樂 飾 蝦仔
林建明 飾 大白鯊
戚美珍 飾 阿珍
譚炳文 飾 三叔
羅　蘭 飾 矇豬眼老婆
吳君如 飾 大白鱔 (大白鯊之妹，林建明過檔亚視後的替代角色)
屈寶燕 飾 阿珍 (第二代，戚美珍過檔亚視後)
陳山河 飾 成年家樂仔 (賈思樂過檔亞視後，TVB找來陳山河飾演其子『家樂仔』，和盧海鵬以爺孫檔合演後續故事，2011年舞台劇版則改由陳奐仁飾演)

### 遊戲
- 歡樂咭：現場有若干組撲克牌，開出第一張牌後，由參與者競猜下一張牌花色較上一張大還是小，先猜錯者出局。
- 幸運星：由參與者選擇在場其中一位藝人揭開其所持星形棒上貼紙，順利選中有圖案者即為優勝，參與者和該藝人均可獲得獎品。

### 單元短劇
- 幻海奇情：1976年推出的靈異題材短劇。全17集完
- 幻海奇情II：1979年推出的靈異題材短劇。全29集完
- 夜驚魂：1983年推出的靈異題材短劇。全25集完
- 迷離夜話：1980年代後期推出的靈異題材短劇。

### 長篇連續劇
- 封神榜 （1981）
- 七彩如來神掌 （1982）
- 武林聖火令（1984）
- 鐵面包公（1984）
- 鍾無艷（1985）
- 金裝鍾無艷（1985）
- 楊家將（1985）
- 觀世音（1985）
- 寶蓮燈（1986）
- 屈原（1986）
- 紅星怪談（1986）
- 季節（1987-1988）
- 金裝季節（1989）
- 朝陽（1990-1991）

### 特別項目
- 歡樂今宵之海上迎月夜(1968年9月6日)
- 歡樂今宵之工展之夜(1968年12月9日)
- 歡樂今宵之澳門之夜(1975年11月13日)
- 歡樂今宵之火車站之夜(1975年11月27日)
- 歡樂今宵之水上安全之夜(1976年5月28日)
- 歡樂今宵之新加坡之夜(1976年11月7日及11月8日)
- 歡樂今宵之波叔榮獲MBE勳銜特輯(1977年4月20日)
- 歡樂今宵之大專會堂之夜(1978年5月19日)
- 歡樂今宵賀台慶(1978年11月19日)
- 歡樂今宵之羊城賀歲萬家歡 (1979年1月29日)
- 歡樂今宵3000次(1979年5月18日)
- 歡樂今宵之多明尼加特輯(1979年)
- 歡樂今宵之西湖秋月慶團圓(1980年9月23日)
- 歡樂今宵4000次(1983年3月18日)
- 歡樂今宵之美好人生添活力 (1984年10月2日)
- 歡樂今宵之新城市廣場之夜 (1985年2月12日)
- 歡樂今宵之'85家居安全之夜 (1985年12月4日)
- 歡樂今宵之香港联合交易所开幕之夜 (1986年10月13日)
- 歡樂今宵之信德中心之夜 (1986年9月16日)
- 歡樂今宵之滅罪運動之夜 (1986年9月23日)
- 歡樂今宵5000次(1987年1月9日)
- 歡樂今宵之鑽禧童軍迎'87(1986年12月31日)
- 歡樂今宵之梅艷芳模仿大賽(1989年)
- 歡樂今宵之東區海底隧道通車之夜(1989年9月21日)
- 歡樂今宵6000次(1990年9月30日)
- 歡樂今宵省港澳呈祥迎新歲 (1991年2月14日)
- 歡樂今宵之靈猴獻瑞喜團圓 (1992年2月3日)
- 歡樂今宵之九巴鑽禧60年(1993年3月5日)
- 歡樂今宵之市政局萬眾同歡飛越百一年 (1993年)
- 歡樂今宵之地鐵安全合家歡(1997年)
- 歡樂今宵之33不盡台慶夜(2000年10月20日)
- 歡樂今宵之理想公民由我做起(2001年)

## 其他環節
- 怪招：由藝員們穿著功夫裝練功，念出帶有反映社會現象或諷刺時弊的「練功口訣」，以「師父教落......」加上一句粵語歇後語作為結尾。
- 多咀街：音樂響起時，藝員們模擬行人在街上行走，音樂暫停時全場靜止，由其中一位行人獨白或其中一組行人相遇閒聊，話題多為自嘲、針砭時弊或生活趣聞。
- 八卦法庭：模擬真實法庭，由當紅藝人（本人或藝員模仿）作為當事人，將娛樂圈花邊八卦新聞「擺上枱」審判。
- 激光旋律：內容包括報導樂壇最新消息、歌手訪談及現場演唱環節，先後由賈思樂、鍾保羅、鄧麗盈、江欣燕、盧敏儀、陳山河等主持。
- 旅遊特輯：帶領觀眾遊覽世界，其中包括1977年新畿內亞特輯、1979年遠赴加勒比海島國多明尼加（其間出席總統就職典禮並獲得總統接見）、1990年前往柏林圍牆剛倒下的東西德、1991年前往剛宣佈脫離蘇聯獨立的波羅的海三國（立陶宛、愛沙尼亞、拉脫維亞）、1992年成為第一支外國拍攝隊獲得緬甸政府邀請前往仰光和舊皇城曼德勒拍攝當地風土人情，其他當時少有香港人到訪的國家還包括巴哈馬、芬蘭、挪威和尼泊爾等。
- 金像獎歌曲頒獎典禮：以模仿樂壇巨星表演的戲仿性質的頒獎禮。
- 鷹叔甜品屋：盧海鵬飾演鷹叔，教導觀眾利用鷹粟粉製作各式各樣甜品。
- 樂聲箴言：由何文匯、馮祿德主持, 借用古代諺語教授道德倫理。
- 工業安全判官：乘著1990年世界盃足球賽熱潮推出，潘宗明穿著足球裁判制服及手持哨子和紅黃牌到各工廠及地盤視察，仿效足球比賽的球證向犯錯的工人出示黃牌或紅牌作出警告，指出工人的錯處及糾正他們。
- 大家樂大家講: 由汪明荃及來自中國內地的普通話教師楊立教授普通話, 就羅浩楷於戲劇中之發音錯誤進行討論及作出糾正。
- 尋親萬里情：由陳敏兒主持，令一對失散多年的父子重逢。
- 旅遊孖寶：阮兆輝，吳孟達主持。

## 事故
《歡樂今宵》曾發生香港史上首宗「電視直播事故」。1977年7月1日，《歡樂今宵》在石崗機場直播「電單車競技大賽」，節目開始前已有上千名市民不理大會勸阻，爬上照明燈棚架觀看。雖然事發前數秒，主持人之一何守信曾發出警告，但最終棚架因抵受不住重量而倒塌，棚架上的觀眾更跟著棚架從高處摔下，更有不少市民被巨型照明燈壓傷，現場一片混亂，當晚《歡樂今宵》節目被即時腰斬，事件造成一人死亡，百余人受傷。

## 製作團隊

### 幕后创作人员
《欢乐今宵》播出27年，由于每晚直播，每晚不同的小品趣剧、喜劇、访谈资讯，并要不断带给观众无限的欢乐和创意，因此《欢乐今宵》训练出多位香港影视圈的创作能手，歡樂今宵又被称为無綫電視的少林寺、香港演艺圈的木人巷，无数顶尖的幕后创作人员师出《欢乐今宵》。不少创作人日后成为香港影视圈顶尖的奇才和支柱，也有成为香港首屈一指的导演、编剧、监制、媒体管理层，可以说是人才辈出。
历年创作团队多不胜数，不少及后成为香港电视界、电影界、舞台艺术等中坚，也为香港缔造不少经典喜剧，绝对是培养香港一流笑匠的最佳土壤。包括有现为香港各大媒体高层的蔡和平、刘天赐、吴雨、何丽全、曾展章、黎文卓、余咏珊、甘国亮、彭济才等，还有创作鬼才许冠文、王晶、林超荣，香港著名“度桥”人李瑜、胡美屏、吴金鸿、区华汉、郑丹瑞、钟景辉、金广城、刘定坚、黃國輝、刘镇华、郑介立等等。

### 幕前人員
歡樂今宵曾經培養了眾多司儀，當中不少日後成爲香港首屈一指的金牌司儀。（由於有關歡樂今宵的開始播映30多年橫跨不同年代，參演的人數眾多，且不斷有新主持加入，因此名單不能盡錄，排名不分先後。括弧年份為參與演出年份）
《歡樂今宵EYT》每晚直播，每晚有不同主題，司儀和藝人演出配搭也不一樣。擔當主持人角色的，都是TVB的鎮台之寶，以及電視界電影界當紅得令的小生花旦、廣播界的當紅DJ、社會名流賢達、文化人等等，由於小生花旦要兼顧拍攝電視劇或電影，因此，主要擔當比較輕鬆的司儀一職，吸引不同觀眾。當年，不少殿堂級的巨星，影帝影后，通通在《歡樂今宵》擔任過司儀主持角色，各大哥大姐的特色性格、伶俐反應、智慧口齒，不少成為首屈一指的金牌司儀，如沈殿霞、汪明荃、蕭芳芳、許冠文、鄭少秋、李司棋、夏雨、繆騫人、周潤發、余綺霞、鄭裕玲、狄波拉、鍾楚紅、陳欣健、陳百祥、何守信、葉德嫻、戚美珍、周星馳、吳君如、鄭則仕等等，新人輩出，是香港司儀主持人最佳訓練場地。《歡樂今宵》更舉辦過《王牌司儀大匯串》表彰各金牌司儀，以及《全能司儀選舉》選拔新晉主持人。

## 曾加入班底

### 歡樂今宵EYT藝人

#### 男藝員
- 梁醒波（1967年開播至1981年逝世）
- 杜平（1967年開播至1980年）
- 鄭君綿（1967-1980）
- 許冠文（1968-1971）
- 譚炳文（1969-1990）
- 何守信（被譽為金牌司儀）（1972-1987）
- 俞明（1970年代）
- 甘國亮（1970年代）
- 石　修（1970年代）
- 張　瑛（1970年代）
- 余子明（1976-1986）
- 何鴻燊（客串）
- 吳孟達
- 李添勝（掃街茂，1970年代）
- 野　峰（1970年代）
- 王　沙（1970年代）
- 劉家傑（1970年代）
- 黃植森（1970年代）
- 李志中（1970年代）
- 麥大成（1970年代-1980年代初）
- 連炎輝
- 朱維德（朱翁）
- 阮兆祥
- 張英才（1979）
- 周星馳（1987）
- 周潤發（1980年代）
- 林嘉華（1980年代）
- 何偉龍（1980年代）
- 胡　楓（1970年代初，1988-1994，1997-2002）
- 李龍基（1980-1990年代初）
- 夏　雨（1970年代-1990年代初）
- 泰迪羅賓（客串）
- 張國強（1980年代初）
- 龍天生（1985-1988）
- 梁榮忠（1991-1994）
- 羅志強
- 麥德羅
- 陳　友
- 陳百祥（1980年代初）
- 陳欣健（1980年代初）
- 劉　丹（1985-1988）
- 鄺佐輝（1980年代初）
- 曾　江（1980-1990年代）
- 賈思樂（Louie，1980年代）
- 廖啟智（1980年代-1993，1997）
- 劉家傑（1970年代）
- 阮兆輝（1976-1983）
- 黃日華（1980年代短暫任活力先生）
- 劉德華（1984-1985任活力先生）
- 張兆輝（1983-1985任活力先生）
- 林偉健（任活力先生）
- 詹秉熙（任活力先生）
- 羅青浩（1987-1988）
- 陳山河（1987-1988）
- 曾航生（1989）
- 黃一飛（1989-1990）
- 鄭敬基（1989-1990年代初）
- 區瑞強（1990）
- 李有毅（1990）
- 周國麟（1990）
- 溫兆倫（1990）
- 陳嘉輝（1990）
- 潘宗明（1990-1994）
- 吳　剛（1990-1994）
- 黃一山（1990-1994）
- 張衛健（1990-1991）
- 鄧梓峰
- 曾近榮（1991）
- 許紹雄（1991-1992）
- 黎彼得
- 鄭丹瑞（1993-1994，1997-2002）
- 陳啟泰（1993-1994）
- 鄭少秋（1970-1980年代）
- 鄭則仕（1978-1985）
- 盧大偉（1970年代末-1992）
- 盧海鵬（1970年代-1989，1999-2002）
- 甘國衛（1970-1990年代）
- 鍾保羅（曾被譽為「金牌司儀接班人」，1985-1989）
- 黃子揚（1990）
- 王書麒（1990）
- 鍾景輝（1967年開臺後無綫第一代節目部經理，歡樂今宵策劃人兼導演）
- 鄧兆尊
- 鄧英敏（屯門王子，1976-1994）
- 顏國樑（積少，1986-1990）
- 羅君左
- 羅浩楷（1975-1994）
- 廖偉雄（阿燦，1980-1987）
- 葉尚華（1975-1989）
- 程思俊（朱仔，1982-1990）
- 曾偉明（曾瑋明）
- 張錦程
- 林敏驄（1994年世界盃）
- 李思捷
- 李家豪
- 吳家樂
- 黃澤鋒
- 黃宗澤
- 羅國維（1970年代）
- 周　吉（1970年代）
- 鄭子敦（1970年代）
- 黎漢持

#### 女藝員
- 鄭少萍（1970年代）
- 鄭孟霞（1970年代）
- 沈殿霞（歡樂今宵：無綫電視開台後最長久的女司儀，1967年開播-1983，1985-1990，1997-2002）
- 森　森（三毫子小姐）
- 斑　斑
- 李司棋（1968-1969，1990-1991）
- 汪明荃（1971-1994，1997-2002）
- 李香琴（1972-1989）
- 溫柳媚（1970年代）
- 潘冰嫦（1970年代）
- 歐嘉慧（1970年代）
- 呂有慧（1970年代）
- 尤芷韻（1970年代）
- 南　紅（1970年代）
- 程可為（1970年代-1980）
- 狄波拉（1970年代-1987）
- 梁小玲（1970年代-1980）
- 鍾珍妮
- 王愛明
- 白韻琴
- 劉雅麗（1980年代）
- 朱慧珊（1989-1994）
- 江欣燕（1985-1994）
- 余文詩（1980年代）
- 寇鴻萍（1980年代）
- （1980-1988）
- 吳君如（1986-1989）
- 李美鳳
- 李琳琳（1970-1980年代）
- 屈寶燕（1980年代中）
- 林建明（1976-1988）
- 俞　琤（1977-1983）
- 施南生（1971-1974）
- 奚秀蘭
- 梁潔華（1979-1985）
- 鄧麗盈（1985-1987）
- 張德蘭
- 盧宛茵
- 陳美玲（1978-1981）
- 戚美珍
- 梅小惠
- 莊文清（1970年代-1991）
- 黎海珊（1990年代初）
- 陳玉蓮
- 景黛音（1980年代）
- 陳秀珠（1980年代）
- 徐曼華
- 曾慶瑜（1981-1985）
- 馮寶寶（1979-1983）
- 黃淑儀（1979-1983）
- 葉玉卿（客串）
- 葉德嫻（1979-1983）
- 劉美娟（1980年代初）
- 趙雅芝（1970-1980年代）
- 劉敏儀（1980年代-1987）
- 鄭裕玲（1980年代）
- 盧敏儀（1980年代-1993）
- 繆騫人（1970年代）
- 鍾楚紅（1980年短暫擔任歡樂小姐）
- 劉玉婷（1986-1987任歡樂小姐）
- 王美華（1986-1987）
- 林嘉麗（1987）
- 李藹菲（1988-1989）
- 李殿朗（1988-1989）
- 董　嵐（1988-1989）
- 陳家碧（1989）
- 林其欣（1989）
- 周美茵（1989）
- 吳詠紅（1989）
- 關秀媚（1989）
- 黃寶欣（1989）
- 陳安瑩（1989）
- 麥欣華（1989-1990）
- 潘芳芳（1990）
- 翁慧德（1990）
- 羅慧娟（1991）
- 陳奕詩（1991-1992）
- 朱咪咪（1990年代初）
- 魏綺清（1990年代初）
- 陳敏兒（1989-1993）
- 陳淑蘭（1993-1994）
- 陳妙瑛（1993-1994）
- 毛舜筠（1990）
- 曾華倩（1991）
- 梁珮玲（1991）
- 楊寶玲（1991）
- 楊凱斯（1991-1993）
- 蔡少芬（1992）
- 羅　蘭（1970年代-1989）
- 葉麗霞（大家姐）
- 廖安麗（1977-1985）
- 劉曉彤
- 陳玟希
- 陳齊頌
- 陳儀馨（得意妹阿妙）
- 麥景婷（麥麗紅，1982-1988）
- 陳秀雯（1990-1991）
- 梁韻蕊
- 祝文君
- 張鳳妮（鳳梨，1987-1990）
- 李麗蕊（1980年代）
- 吳麗珠（珠女，1982-1994）
- 吳夏萍（1970年代-1989）
- 余安安（1970-1980年代）
- 慕蓮（1970-1990年代）
- 馬小靈
- 蘇杏璇
- 鄧碧雲（1970-1980年代）
- 黃曼梨（1970-1980年代）

## 對外地的影響
- 1981年，廣東電視台參考《歡樂今宵》，製作廣東首個綜藝節目《萬紫千紅》，廣受當時的廣東觀眾歡迎[9]。